# 坂町立坂中学校
坂町立坂中学校（さかちょうりつ さかちゅうがっこう）は、広島県安芸郡坂町にある公立中学校。
学校では、小中学校が連携して、礼節を基本とした教育を進めている。

## 沿革
- 1947年4月16日 - 坂小学校にて第1回入学式および授業開始。この日を「創立記念日」と定める
- 1948年4月14日 - 坂村鯛尾にあった旧軍用施設の転用を受け、これを仮校舎とする
- 1951年
  - 12月5日 - 坂町2955番地に校舎を移転する
  - 12月14日 - 新校舎建設工事竣工。20日に新校舎へ移転する
- 1954年3月13日 - 校友歌制定する
- 1980年12月1日 - 新校舎建築の起工式を行う
- 1981年
  - 7月4日 - 新体育館起工式を行う
  - 12月24日 - 新校舎・体育館に移転する
- 2006年10月27日 - 坂中学校の校友歌を校歌に改称する

## 部活動

### 運動部
- 水泳部
- 陸上競技部
- 野球部
- サッカー部
- ソフトテニス部
- バスケットボール部（男女別）
- バレーボール部
- 卓球部
- 柔道部
- 剣道部

### 文化部
- 吹奏楽部
- 芸術部
- 科学部

#### 吹奏楽部の成績
- 広島県大会 金賞8回、銀賞4回、銅賞1回　[1]

## 主な進路先
- 広島翔洋高等学校
- 広島県立安芸南高等学校